# نازعة هيدروجين الألدهيد
نازعات هيدروجين الألدهيد  (اختصاراً ALDH) هي فئة من الإنزيمات متعددة الأشكال؛ التي تقوم بتحفيز أكسدة الألدهيدات. تعمل نازعة هيدروجين الألدهيد على تحويل الألدهيدات (R–C(=O)–H) إلى الأحماض الكربوكسيلية (R–C(=O)–O–H)
{\displaystyle \mathrm {R{\text{-}}COH+NAD(P)^{+}+H_{2}O\longrightarrow R{\text{-}}COO^{-}+NAD(P)H+2\ H^{+}} }
يوجد حوالي 19 جين نازع لهيدروجين الألدهيد تم التعرف عليه داخل الجينوم البشري، وتساهم هذه الجينات في عدد مختلف من العمليات الحيوية بما في ذلك إزالة السمية.